# Médiation politique
La médiation politique est connue dans ses applications dans les relations internationales. Elle présente des différences par rapport à la Médiation des conflits : elle peut avoir un caractère diplomatique avéré, lorsqu'elle consiste en une démarche de réconciliation des parties en conflit par négociation, échange, tractation. Mais la médiation politique peut aussi être placée dans le cadre d'une pression forte, telle que la menace militaire exercée par le tiers médiateur : il s'agit alors de médiation armée...

## Pratique et théories
Confrontée à la définition de la médiation, la pratique en médiation politique présente des différences très importantes. En fait, il s'agit plutôt d'une approche de négociation. 
La médiation en matière politique semble s’être particulièrement développée au cours du XIIIe siècle. Nous pouvons en distinguer deux types : 
- la médiation diplomatique (où le médiateur, s’il est simple ambassadeur, pouvait bien y perdre la vie ou au moins son poste) ;
- la médiation armée, où l'intervenant extérieur, qui se positionne en arbitre potentiel, indique aux parties qu'il pourra intervenir de manière contraignante, voire violente si elles ne trouvent pas un accord.

Dans les deux cas, il s’agit d’intervenir dans des contextes de crise, soit de guerre civile, soit de guerres inter-états. Le principe est donc relativement ancien. On retrouve trace du principe de médiation politique avec l’intervention du philosophe Brunetto Latini dans un conflit en Italie, entre Sienne et Florence, en 1260. L’échec de l’intervention du médiateur florentin lui vaut d’être condamné à l’exil et il s’installe en France.
Toutefois, l’acte de médiation le plus célèbre en matière politique est certainement celui de Napoléon Bonaparte. Se sentant en dette morale envers Rousseau et pour des considérations stratégiques, le futur empereur s’interpose dans le conflit entre les helvétiques unitaires et les fédéralistes. Sous la menace d’une intervention armée, les Suisses négocient entre eux et en viennent à formaliser un accord. Le résultat est l’Acte de médiation de 1803 qui instaure la Confédération d’États encore actuelle.
L’œuvre de Gaston Bouthoul (1896-1980), créateur de la polémologie, qui a publié dans la collection Médiations chez Denoël, sur les facteurs dits polémogènes, la Médiation politique trace son chemin depuis 1945. L’approche positive de la guerre par l’auteur devait constituer une alternative efficace au moralisme militant des mouvements pacifistes. Sur ces travaux qui ont eu un retentissement international, la Médiation a commencé à poindre et se définir comme outil conceptualisé...
Parallèlement, Alexandre Kojève (1902-1968), philosophe et politicien, est une figure du XXe siècle en matière de médiation politique internationale. Sa réflexion sur les rapports de force développe les relations maître-esclave et valorise la notion de reconnaissance, laquelle est en effet fondatrice de toute médiation.

## Exemples de méthodologies
- Médiateur (métier) - définition générale du terme « médiateur »
- Vendetta (justice privée) -  règles coutumières. En Corse on s’en remettait aux « paceri », référence à pace, la paix...
- COPCEL - Cambodge : Acronyme de «Conflict Prevention on Commune Elections», littéralement « Prévention des Conflits dans les Élections Communales »
- Organe de règlement des différends - OMC

## Exemples d'interventions de personnalités politiques
- Francisco Franco - refus de médiation
- Marthinus Wessel Pretorius - Afrique du Sud - Guerre des Boers - médiations avec Louis Botha et Lord Kitchener
- Ketumile Masire - médiateur dans la seconde guerre civile de la République démocratique du Congo
- Thabo Mbeki - intervenu en 2005 en Afrique, dans le cadre du conflit en Côte d'Ivoire, voir aussi Histoire de l'Afrique du Sud depuis la fin de l'apartheid
- Pedro Santana -
- Ralph Bunche - médiation en Palestine (1948)
- Woodrow Wilson - échec d'une médiation

## Exemples de médiations inter-nations
- Société des Nations Voir aussi Organisation des Nations unies
- 1738 - médiation de la France proposée à l'empereur germanique Charles VI dans sa guerre avec la Turquie
- 1609 - médiation du roi de France Louis XIV, de la Trêve de Douze Ans entre l'Espagne et les Provinces-Unies (Hollande)
- Juin 2002 - médiation entre le Pakistan et l'Inde
- Histoire de la Suisse et Suisse- Acte de médiation de Bonaparte
- 2005 en Afrique - médiation entamé par Thabo Mbeki
- Alliance des Forces démocratiques pour la Libération du Congo - médiation avortée
- Provinces-Unies
- Conflit israélo-palestinien
- Accords de Camp David
- Histoire de la Syrie
- Guerre de la Ligue d'Augsbourg
- Alliance anglo-portugaise
- Histoire des relations franco-américaines
- Guerre civile chinoise - tentatives de médiation américaine en 1945